# Scalesia affinis
Scalesia affinis es una especie de Magnoliophyta de la familia Asteraceae.
Está bien adaptada a un clima tropical pero seco; es el medio de supervivencia para muchas especies de mar como piqueros de patas azules,  fragatas de mar y la supervivencia de los animales terrestres como los pinzones, gorriones, iguanas terrestres, insectos, tortugas gigantes, entre otros.   

## Distribución
Es endémica de las islas Galápagos, Ecuador.
Es una de las especies de Scalesia de mayor distribución y se produce en cuatro islas principales: isla Fernandina, la isla Isabela (área de distribución principal), Santa Cruz y la isla Floreana.
Las poblaciones de Santa Cruz y Floreana muestran cierta divergencia morfológica y genética de las poblaciones de la isla Fernandina e Isabela.